# Любимов, Владимир Александрович (историк)
Владимир Александрович Любимов (1 августа 1952, Киров, РСФСР, СССР — 12 мая 2019, там же) — советский и российский краевед, культуролог и генеалог.

## Биография
По отцу происходит из рода беломестного казака Любима Константинова, переселившегося из Нижнего Ломова в Аятскую слободу. Окончил Московский государственный университет геодезии и картографии (1969—1975). Сотрудник Кировского областного краеведческого музея (1979—2012), где последнее время занимал должность заведующего сектором этнографии, быта и архитектуры. Пополнил экспозицию музея собранными лично предметами крестьянского быта. Любимов в нескольких своих книгах по истории Вятки частями осуществил полную научную публикацию первой дошедшей до нас дозорной книги Вятской земли 1615 года. Похоронен рядом с родителями на Старомакарьевском кладбище в Кирове.

## Семья
- Отец — Александр Степанович Любимов (1918—2002), учитель.
- Мать — Зоя Климентьевна, урождённая Баранова (1923—2018), врач-эпидемиолог.
- Супруга — Ирина Анатольевна, урождённая Исупова, двоюродная внучатая племянница художника А. В. Исупова, кандидат искусствоведения. Директор Вятского художественного музея имени В. М. и А. М. Васнецовых (2005—2016).
- Сыновья — Пётр (род. 1977) и Александр.

## Награды
- Премия «Вятский горожанин — 2004»[3]
- Специальный диплом «Читательские симпатии» XVII Областной выставки-конкурса «Вятская книга года — 2014» (2015)[4]
- Литературная премия Губернатора Кировской области имени А. И. Герцена (2017)[5]
- Лауреат в номинации «Лучшее краеведческое издание» XXIII Областной выставки-конкурса «Вятская книга года — 2020» (2021)[6]